# Belle-Experiment
Koordinaten: 36° 9′ 28″ N, 140° 4′ 30″ O

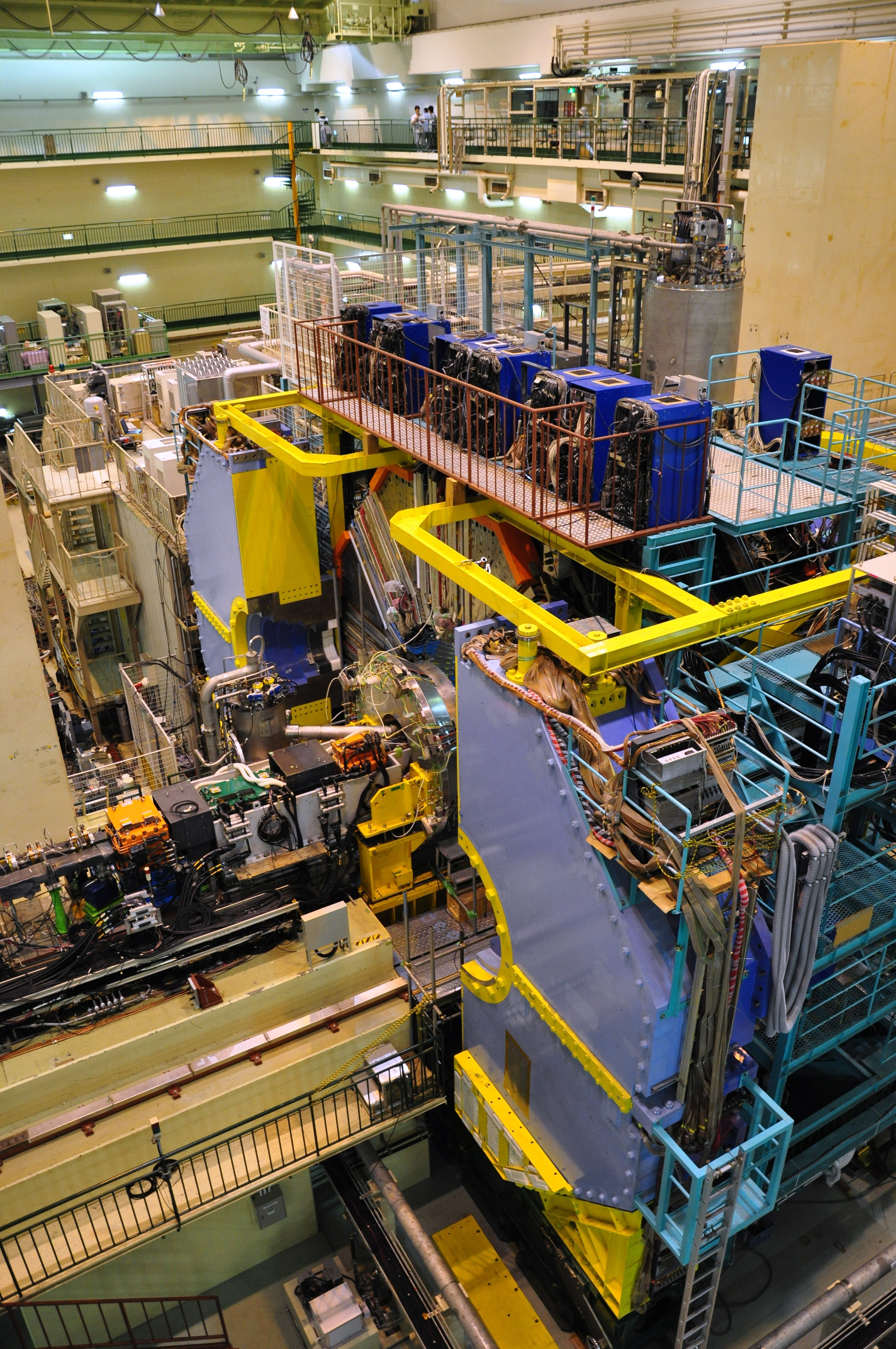
Der Belle-Detektor am KEKB.

Das Belle-Experiment befand sich im japanischen Forschungszentrum für Teilchenphysik KEK und diente zur Untersuchung von  B-Physik. Von 1999 bis 2010 wurden dabei insgesamt 772 Millionen Zerfälle von B-Mesonen aufgezeichnet und ausgewertet. Ein vergleichbares Experiment, das BaBar-Experiment, befand sich in den USA. Nach dem Ende der Datennahme wurde das Experiment inkl. Beschleuniger und Detektor umgebaut, das Nachfolgeexperiment Belle II läuft seit 2018.
Das Belle-Experiment hat über vierhundert wissenschaftliche Ergebnisse publiziert, darunter
- die Entdeckung der CP-Verletzung, das heißt der Verletzung der Symmetrie zwischen Materie und Antimaterie, im B-Mesonen-System.[1] Diese Beobachtung hat gezeigt, dass sich CP-Verletzung in der Natur in mehr als einem teilchenphysikalischen System manifestiert, nämlich mindestens im K-Mesonen-System und im B-Mesonen-System.

- die Entdeckung von neuen Pinguin-Zerfällen, insbesondere {\displaystyle B\to Kl^{+}l^{-}}[2] und {\displaystyle b\to d\gamma }.[3] Pinguin-Zerfälle sind eine Möglichkeit, nach neuen, bisher unbeobachteten Teilchen zu suchen, die nicht im Standardmodell vorkommen.

- die Entdeckung mehrerer Tetraquark-Kandidaten, wie das X(3872)[4] und das Z(4430).[5] Letzteres trägt eine elektrische Ladung und wird daher oft als das erste, zweifelsfrei mit einem Experiment nachgewiesene Hadron angesehen, welches mit einer Minimalkonfiguration von vier Quarks aufgebaut sein muss, und deswegen weder ein Meson noch ein Baryon darstellen kann.[6]

Einer der Physik-Nobelpreise 2008 erging an Makoto Kobayashi, den früheren Direktor der INPS-Abteilung (Institute of Particle and Nuclear Studies) des KEK. Ausdrücklich erwähnt wurde in der Begründung für die Preisverleihung das Belle-Experiment, das maßgeblich zur Bestätigung der theoretischen Vorhersagen von Kobayashi und anderen beigetragen hat.

## Geschichte
Die japanische Regierung hat Ende 2009 entschieden, das Belle-Experiment und den KEKB-Beschleuniger zu Belle II und SuperKEKB auszubauen. Einer der Gründe hierfür war der erfolgreiche Betrieb des Belle-Experiments, mit dem Höhepunkt der Entdeckung von Oszillationen von B-Mesonen und der Vermessung von zeitabhängiger CP-Verletzung. Diese Entdeckung führte zur Verleihung des Physik-Nobelpreises 2008 an Makoto Kobayashi, den früheren Direktor der INPS-Abteilung (Institute of Particle and Nuclear Studies) des KEK, sowie Yōichirō Nambu und Toshihide Masukawa.
Im Februar 2016 zirkulierten erste Teilchenstrahlen in SuperKEKB. Von April bis Juli 2018 wurden erste Kollisionsdaten gesammelt, allerdings bei niedriger Kollisionsrate und noch ohne die innersten Spurdetektoren.
Am 25. März 2019 konnten mit dem nunmehr fast vollständigen Detektor (nur die Hälfte des Pixeldetektors ist installiert) die ersten Kollisionen des eigentlichen Physikprogramms aufgezeichnet werden. Der vollständige Pixeldetektor wurde 2023 installiert.

## Belle-II-Experiment
Das Belle-II-Experiment befindet sich am japanischen Forschungszentrum für Teilchenphysik KEK und beschäftigt sich wie schon das Vorgängerexperiment Belle mit B-Physik. Die geplanten Studien entsprechend weitgehend dem Programm des Vorgängerexperiments, werden aber eine wesentlich bessere Messgenauigkeit erreichen. Zusätzlich sollen viele Größen zum ersten Mal vermessen werden. Im Gegensatz zu Experimenten wie ATLAS und CMS am LHC am CERN arbeitet das Belle-II-Experiment nicht im Hochenergiesektor, sondern im Hochpräzisionssektor. Dies bedeutet, dass neue Physik jenseits des Standardmodells nicht primär durch die direkte Erzeugung neuer Teilchen bei hohen Energien gesucht wird, sondern durch die exakte Vermessung von seltenen Prozessen, in Belle II vor allem durch die Untersuchung von Zerfällen von B-Mesonen. Um dies zu erreichen, wird der SuperKEKB-Beschleuniger bei einer Energie von 10,580 GeV im Schwerpunktsystem betrieben, was der Masse der Y(4S)-Resonanz entspricht. Aus diesem Grund werden SuperKEKB und Belle II auch als B-Fabriken bezeichnet.

## SuperKEKB

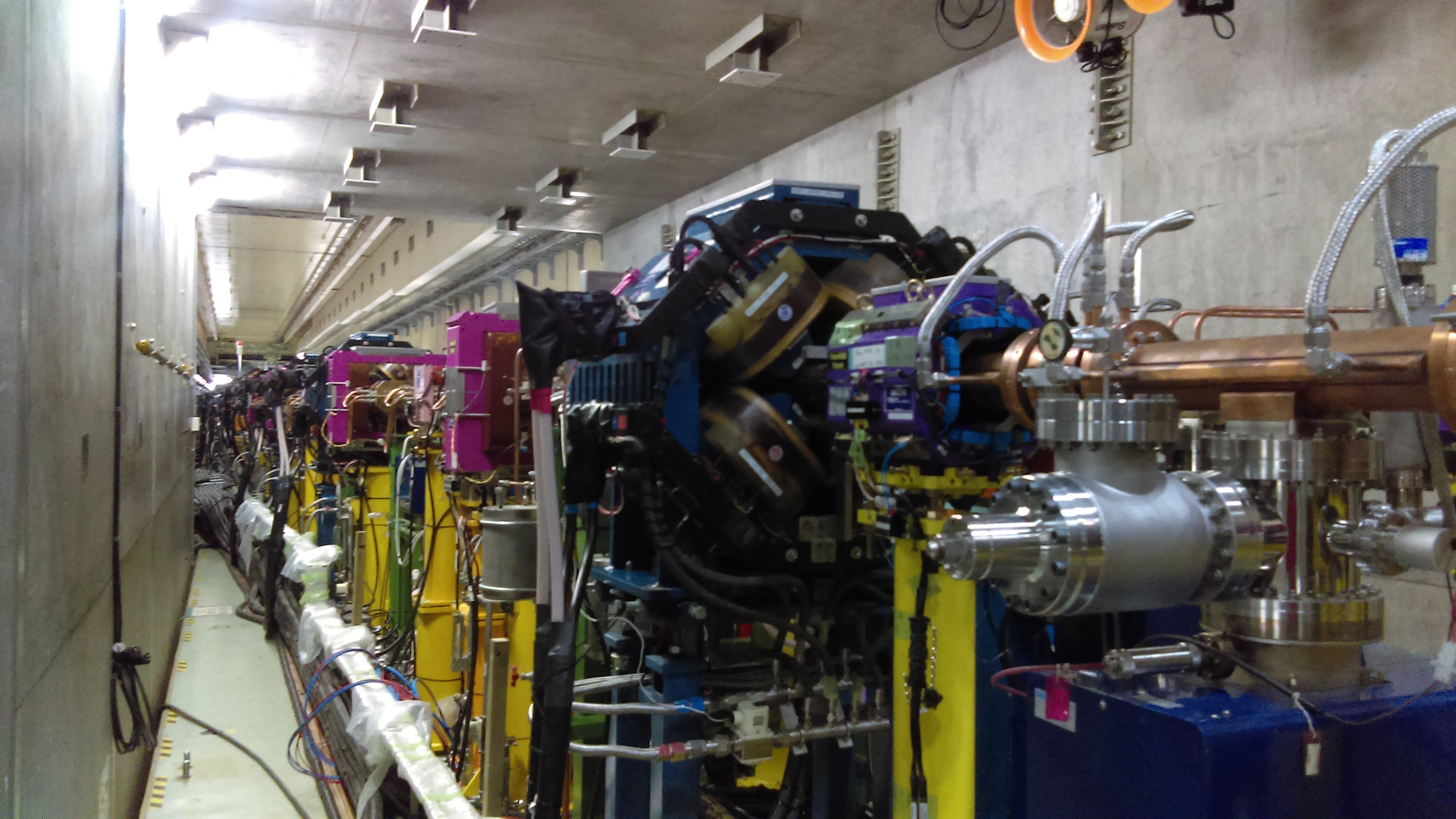
Ein Teil des Beschleunigerrings des SuperKEKB.

Der SuperKEKB ist ein asymmetrischer Elektron-Positron Teilchenbeschleuniger. Er besteht aus zwei Ringen, auf denen diese in entgegengesetzte Richtungen beschleunigt werden. Die Elektronen werden im Hochenergiering (HER) auf eine Energie von 7 GeV beschleunigt, die Positronen im Niedrigenergiering (LER) auf 4 GeV. Im Gegensatz zu KEKB Energien von 8 GeV im HER für Elektronen und 3,5 GeV im LER für Positronen verringert sich dadurch der Boost von 0,43 auf 0,28. Um trotz dieser Veränderung weiterhin Untersuchungen der zeitabhängigen CP-Verletzung durchführen zu können, wird Belle II im Gegensatz zu Belle mit einem Pixeldetektor in unmittelbarer Nähe zum Interaktionspunkt ausgestattet.
SuperKEKB arbeitet bei den gleichen Schwerpunktsenergien wie KEKB, soll aber eine um einen Faktor 30 höhere Kollisionsrate erreichen. Damit soll innerhalb von einigen Jahren insgesamt 50 ab−1 integrierte Luminosität erreicht werden, 50-mal so viel wie mit KEKB (0,99 ab−1). Die Erhöhung der Kollisionsrate wird zum einen durch die Erhöhung der Ströme der Elektronen und Positronen in den Strahlröhren erreicht, zum anderen durch die starke Fokussierung der Strahlen im Interaktionspunkt auf 10 µm in horizontaler und 50 nm in vertikaler Richtung. Diese Konfiguration wird als Nano-Beam-Konfiguration bezeichnet.

## Der Belle-II-Detektor
Der Belle-II-Detektor besteht aus mehreren spezialisierten Subdetektoren, die sich in drei klar abgegrenzte Bereiche gliedern: den zylindrischen Bereich um das Strahlrohr (Barrel), das rückwärtige Endkappe in Richtung des LER-Strahls und die vordere Endkappe in Richtung des HER-Strahls. Im Folgenden wird vor allem der Aufbau des Barrels von innen nach außen erklärt.

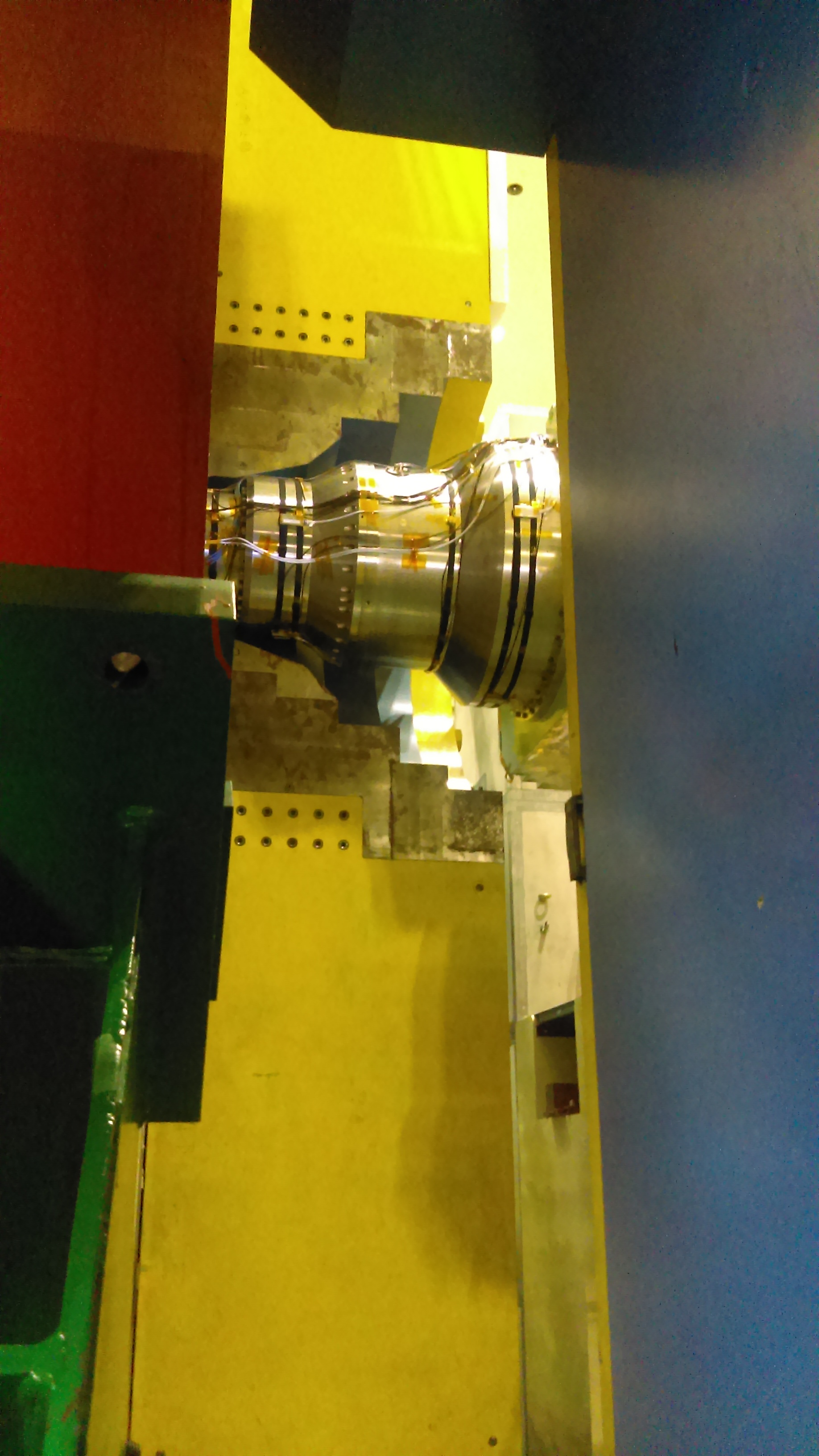
Das Strahlrohr von Belle-II.

#### Silizium Vertex Detektor

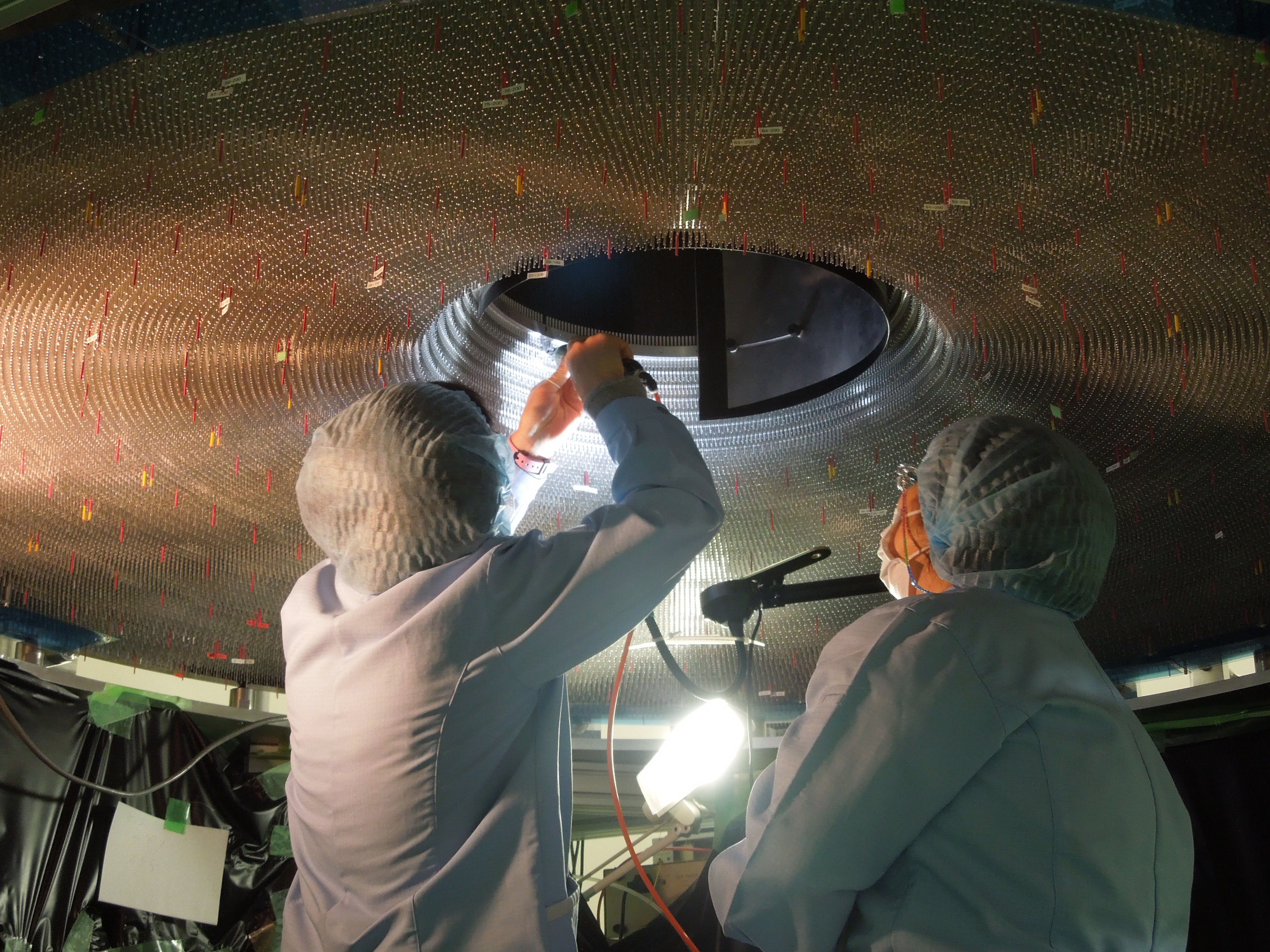
Arbeiten an der zentralen Driftkammer des Belle-II-Experiments.

### Strahlrohr
Im Zentrum des Detektors liegt das Strahlrohr. Beide der Elektronen und der Positronenstrahl treffen sich dort im sog. Interaktionspunkt. Dort interagiert ein Teil der Teilchen und produziert die B-Mesonen, die im äußeren Teil des Detektors analysiert werden. Das Strahlrohr besteht aus einer 10 µm dicken Goldschicht zur Unterdrückung von Synchrotronstrahlung, gefolgt von einer 0,6 mm dicken Berylliumschicht, einem 1 mm breiten Zwischenraum zur Kühlung mit gefolgt von einer weiteren 0,4 mm dicken Berylliumschicht.

### Spurdetektoren
Die nächste Schicht im Barrel-Detektor sind sog. Tracking Detektoren. Diese liefern Positionsdaten über die meisten durchfliegenden Teilchen. Das ist wichtig, damit später der Weg den die Teilchen durch den Detektor genommen haben zu rekonstruieren. Dafür sorgen drei Spurdetektoren: der Pixeldetektor, der Silizium Vertex Detektor und die Zentrale Driftkammer. Alle drei Detektoren können Teilchen mit einem Winkel zwischen 17° und 150° relativ zum Strahlrohr messen.

#### Pixel Detektor
Der Pixeldetektor besteht aus zwei Schichten von Detektormodulen. Die innere Schicht enthält 8 Module in 10 mm Entfernung vom Interaktionspunkt, die äußere Schicht 12 Module in 12 mm Abstand. Da der Pixeldetektor der nächstgelegene Detektor zum Interaktionspunkt} ist und Belle-II eine hohe Luminosität aufweist, ist der Einsatz von Silizium-Streifendetektoren hier nicht möglich. Stattdessen kommen Pixeldetektoren auf basierend auf  DePFET-Technologie zum Einsatz. Insgesamt besteht der Detektor  aus etwa acht Millionen Pixeln, wobei jedes Pixel nur etwa 50 × 75 µm2 groß ist. Daten werden mit einer Wiederholfrequenz von 50 kHz ausgelesen, was zu einer sehr hohen zu verarbeitenden Datenmenge von mehr als 20 Gigabyte pro Sekunde führt; die Daten werden mittels ASIC-, FPGA- und optischer Technologie (zum Datentransfer mit hoher Bandbreite) in Echtzeit verarbeitet. Die Ausleseelektronik wurde dabei außerhalb des Messbereichs plaziert um Mehrfachstreuung der Teilchen daran zu vermeiden. Vertexkoordinaten von Spuren aus dem Zerfall von B-Mesonen werden damit bis zu einer Genauigkeit von 25 µm bestimmt werden, was etwa um einen Faktor 2 genauer ist als beim Belle-Experiment. Der Pixeldetektor ist der deutsche Beitrag zum Belle-II-Detektor.

#### Silizium VertexDetektor
Aufgrund seines größeren Abstands zum Interaktionspunkt ist die Trefferanzahl im Silizium Vertex Detektor geringer als im Pixeldetektor, was den Einsatz von Silizium-Streifendetektoren ermöglicht. Der Silizium Vertex Detektor besteht aus vier doppelseitigen Schichten von Silizium-Streifendetektoren in einem Abstand von 38 mm bis 140 mm zum Interaktionspunkt. Die äußeren Bereiche in Richtung der vorderen Endkappe sind zur Mitte hin geneigt, um den Akzeptanzbereich zu vergrößern.

#### Zentrale Driftkammer
Die zentrale Driftkammer erstreckt sich von 160 mm bis 1130 mm und ist mit einem Gasgemisch aus je 50 % Helium und 50 % Ethan gefüllt. Ein elektrisches Feld wird durch 42.420 Aluminium-Felddrähte erzeugt, das geladene Teilchen zur Ionisation des Gases anregt. Diese Ionisation wird von 14.336 Wolfram-Sensordrähten detektiert, wodurch eine präzise Vermessung der helikalen Bahnen der Teilchen möglich ist. Zusätzlich unterstützt die zentrale Driftkammer die Teilchenidentifikation durch Messung des Energieverlusts pro Wegstrecke.

### Teilchenidentifikation
Die Endkappen nutzen ein RICH-System, im zentralen Bereich werden die Photonen in Quarzblöcken geführt und die Flugzeit bis zum Ende der Blöcke vermessen. Die Position bzw. die Flugzeit der Photonen erlaubt es, den Emissionswinkel der Strahlung zu berechnen und dadurch den Teilchentyp zu bestimmen.

### Kalorimeter
Das Kalorimeter besteht aus 6.624 CsI(Tl)-Kristallen mit Fotodioden an den Enden. Es detektiert Teilchen, die elektromagnetische und hadronische Schauer in den Kristallen auslösen. Seine Hauptaufgabe ist die Detektion von Photonen im Energiebereich von 50 MeV bis 4 GeV sowie von neutralen Hadronen. Darüber hinaus können auch geladene Teilchen gemessen und Elektronen von Hadronen unterschieden werden. Das Kalorimeter konnte größtenteils vom Belle-Detektor übernommen werden.

### Solenoid-Magnet
Das Kalorimeter wird von einem supraleitenden Solenoid-Magneten umschlossen, welcher ein annähernd homogenes Magnetfeld von 1,5 T in Strahlrichtung erzeugt. Dieses wird benötigt, um die Bahn von geladenen Teilchen zu krümmen um über den Bahnradius den Impuls der geladenen Teilchen zu bestimmen. Der Magnet umfasst ein zylindrisches Volumen mit 3,4 m Durchmesser und 4,4 m Länge. Die Eisenstruktur des Kaon und Myon  Detektors dient als Rückflussjoch.

### Kaon und Myon Detektor
Der Kaon und Myon Detektor befindet sich außerhalb des Solenoid-Magneten und ist ein Sampling-Kalorimeter, in dem langlebigen Kaonen (KL) hadronische Schauer erzeugen können. Die Eisenplatten dienen hier als Absorbermaterial zwischen den aktiven Detektorelementen.